# Hero (álbum de Kirk Franklin)
Hero é um álbum do cantor e produtor Kirk Franklin lançado pela GospoCentric em 2005.

## O Disco
Produzido por Kirk e J. Moss, o álbum tem participações de diversos artistas da música gospel e do R&B incluindo Dorinda Clark Cole, Tye Tribbett, Marvin Winans (membro do grupo Winans), Stevie Wonder e Yolanda Adams. É o oitavo álbum de Kirk. Hero foi certificado Ouro pela RIAA em 2 de Dezembro de 2005 e Platina em 14 de Dezembro de 2006.

## Faixas
| #   | Título                                               | Tempo | Notas                                 |
| --- | ---------------------------------------------------- | ----- | ------------------------------------- |
| 1.  | "Intro - America the Beautiful"                      | 0:45  | vocais do African Children's Choir    |
| 2.  | "Looking for You"                                    | 4:06  |                                       |
| 3.  | "Hero" (com Dorinda Clark Cole)                      | 5:20  |                                       |
| 4.  | "Interlude" (com Fred Hammond)                       | 0:55  |                                       |
| 5.  | "Let It Go" (com Sonny Sandoval do P.O.D. e tobyMac) | 4:59  | Sample de "Shout" dos Tears for Fears |
| 6.  | "The Process"                                        | 1:08  |                                       |
| 7.  | "Imagine Me"                                         | 5:18  |                                       |
| 8.  | "Could've Been" (com J. Moss e Tye Tribbett)         | 6:47  |                                       |
| 9.  | "Better"                                             | 4:00  | Produzido por Dre & Vidal             |
| 10. | "Afterwhile" (com Yolanda Adams)                     | 2:51  |                                       |
| 11. | "Brokenhearted" (com Marvin Winans)                  | 6:01  |                                       |
| 12. | "Without You"                                        | 5:02  |                                       |
| 13. | "Keep Your Head"                                     | 4:36  |                                       |
| 14. | "Why" (com Stevie Wonder)                            | 4:36  |                                       |
| 15. | "First Love"                                         | 5:52  |                                       |
| 16. | "The Appeal"                                         | 7:21  |                                       |
| 17. | "Brokenhearted (Reprise)"                            | 1:09  |                                       |
| 18. | "Interlude"                                          | 0:30  |                                       |
| 19. | "Sunshine"                                           | 4:59  |                                       |
| 20. | "Outro"                                              | 1:11  |                                       |

## Músicos

### Vocalistas
- Nikki Ross
- Daphanie Wright
- Anashya Figueroa
- Faith Anderson
- Erica Davis
- Jana Bell
- Ashley Guilbert
- Charmaine Swimpson
- Isaac Carree
- Eric Moore
- Jason Champion
- Anthony Evans
- Myron Butler

### Orquestra
- Assa Drori – Violino
- Agnes Gottschewsky – Violino
- Armen Garabedian – Violino
- Elizabeth Wilson – Violino
- Sally Berman – Violino
- Brian Benning – Violino
- Irma Neumann – Violino
- Berj Garabedian – Violino
- Robert Brosseau – Violino
- Shari Zippert – Violino
- Kazi Pitelka – Viola
- Jorge Moraga – Viola
- Renita Koven – Viola
- Karie Prescott – Viola
- Cecilia Tsan – Violoncelo
- Dan Smith – Violoncelo
- Miguel Martinez – Violoncelo
- Earl Madison – Violoncelo
- Frances Liu – Contrabaixo
- Nicholas Phillippon – Contrabaixo
- Katie Kirkpatrick – Harpa
- Gary Foster – Flauta
- Sheridan Stokes – Flauta
- Vince Trombetta, Jr. – Flauta
- Larry Caplan – Flauta
- Don Shelton – Clarinete
- Jeff Driskill Clarinete
- Phil Feather – Clarinete baixo/Oboé
- John Mitchell – Clarinete/Fagote
- David Duke
- John Reynolds
- Loren Marstellar
- Chuck Koontz – Tuba
- Brent Fishcher

## Singles
Hero teve os singles "Looking for You" e "Imagine Me". "Looking for You" foi lançado como single em 20 de Setembro de 2005 nos EUA e foi top-five na parada Hot R&B/Hip-Hop Songs da Billboard.

## Parada
Hero atingiu o número 13 na parada Billboard 200 em 22 de Outubro de 2005, 
 Também atingiu o número 4 na parada Billboard Top R&B/Hip-Hop Albums.
| Parada                                | Pico | Data                   |
| ------------------------------------- | ---- | ---------------------- |
| U.S. Billboard 200                    | 13   | 20 de Setembro de 2005 |
| U.S. Billboard Top R&B/Hip-Hop Albums | 4    | 2005                   |

## Prêmios
Em 2007, Hero recebeu o Grammy Award na categoria Best Contemporary Soul Gospel Album  e "Imagine Me" recebeu o Grammy Award na categoria Best Gospel Song.